# Havsålar
Havsålar (Congridae) är en familj i ordningen ålartade fiskar. Det finns minst 150 arter, indelade i 32 släkten och tre underfamiljer. Alla arter är marina och familjen finns representerad i tropiska och tempererade hav världen över, från Atlanten till Indiska oceanen och Stilla havet. 
De tre underfamiljer som havsålar indelas i, Bathymyrinae, Congrinae och Heterocongrinae (rörålar), är ganska olika i utseende och beteende. Gemensamt för havsålar förutom att de har en långsträckt ållik kropp är dock att de saknar fjäll. De flesta arter har också bröstfenor. Antalet kotor i ryggraden är 105-225. Många arterlever nära bottnar där de ofta gömmer sig i hålor.
Störst av alla arter i familjen är havsålen (Conger conger) som hör till underfamiljen Congrinae. Den förekommer utanför Europas kuster och kan bli nära tre meter lång. Amerikansk havsål, Conger oceanicus, är också ganska stor och kan bli över två meter lång, liksom australisk havsål, Conger verreauxi, som kan bli upp till två meter. Havsålarna i underfamiljen Congrinae förekommer främst på djupare vatten och i tempererade hav. De är vanligen nattaktiva och livnär sig på små fiskar och kräftdjur. Fortplantningen kan innefatta migration till speciella lekområden. Vissa arter fångas som matfiskar.
Havsålarna i underfamiljen Heterocongrinae kallas rörålar och förekommer i tropiska hav. Dessa ålar är oftast ganska små, inte mer än några decimeter långa. Rörålar gräver hålor i sandiga bottnar och kan bilda stora kolonier. Bakänden av kroppen är gömd i sanden och bara huvudet och den främre delen av kroppen sticker upp över bottnen för att fånga små organismer, plankton, som rörålen livnär sig på. Bli rörålen skrämd försvinner den helt under sanden.

## Taxonomi
- Bathymyrinae
  - Ariosoma Swainson, 1838
  - Bathymyrus Alcock, 1889
  - Chiloconger Myers & Wade, 1941
  - Kenyaconger Smith & Karmovskaya, 2003
  - Parabathymyrus Kamohara, 1938
  - Paraconger Kanazawa, 1961
  - Poeciloconger Günther, 1872
- Congrinae
  - Acromycter Smith & Kanazawa, 1977
  - Bassanago Whitley, 1948
  - Bathycongrus Ogilby, 1898
  - Bathyuroconger Fowler, 1934
  - Blachea Karrer & Smith, 1980
  - Conger Bosc, 1817
  - Congrhynchus Fowler, 1934
  - Congriscus Jordan & Hubbs, 1925
  - Congrosoma Garman, 1899
  - Diploconger Kotthaus, 1968
  - Gavialiceps Alcock, 1889
  - Gnathophis Kaup, 1860
  - Japonoconger Asano, 1958
  - Lumiconger Castle & Paxton, 1984
  - Macrocephenchelys Fowler, 1934
  - Paruroconger Blache & Bauchot, 1976
  - Promyllantor Alcock, 1890
  - Pseudophichthys Roule, 1915
  - Rhynchoconger Jordan & Hubbs, 1925
  - Scalanago Whitley, 1935
  - Uroconger Kaup, 1856
  - Xenomystax Gilbert, 1891
- Rörålar (Heterocongrinae)
  - Gorgasia Meek & Hildebrand, 1923
  - Heteroconger Bleeker, 1868